# Somers Point
Somers Point – miasto w Stanach Zjednoczonych, w stanie New Jersey, w hrabstwie Atlantic.